# Abrex
De firma Abrex is een Tsjechisch bedrijf dat metalen schaalmodellen van auto's en motorfietsen uit Tsjecho-Slowaakse en Tsjechische productie maakt.

## Geschiedenis
Het bedrijf werd opgericht in 1998 en was in de daaropvolgende jaren voornamelijk actief met de import van modelauto's van verschillende merken op de Tsjechische markt, zoals  Ertl en Cararama.
In 2003 begon Abrex met het ontwikkelen van zijn eerste twee 1:43-modellen, de Škoda Octavia combi Tour en de Škoda Fabia combi. Hun relatief gecompliceerde ontwikkeling verliep echter niet zoals verwacht en het hele proces moest vanaf het begin worden herhaald. Het eerste model, de tweede generatie Škoda Octavia, werd in 2004 gelanceerd en in hetzelfde jaar gevolgd door de combi-versie.
Aanvankelijk alleen geproduceerd door Hongwell, verhuisde het bedrijf geleidelijk zijn fabriek naar Divišov waar in 2016 de Škoda Forman werd geproduceerd, als eerste model volledig vervaardigd in Tsjechië.
In 2015 opende het bedrijf een speelgoedmuseum dat is gevestigd in het Příseka-kasteel nabij Jihlava. Het herbergt meer dan tienduizend objecten gemaakt tussen 1910 en 1991 en een compleet archief van Abrex-modellen. Abrex is de enige bedrijfswinkel in het museum.

## Producten
Abrex produceert gedetailleerde modellen van Laurin & Klement , Škoda , Praga, Jawa, Tatra, Buggyra, Aprilia en Ogar, geproduceerd op schaal 1:18, 1:43 en 1:72 en verkocht in beperkte series. Abrex richt zich op historische, klassieke, moderne en ook racemodellen, inclusief nooit geproduceerde concepten. Het doel van het bedrijf is om de volledige productie van de Škoda-autofabriek in Mladá Boleslav sinds 1905 in kaart te brengen.
Aanvankelijk produceerde Abrex voornamelijk modellen in de meest klassieke schaal die het populairst is bij verzamelaars, namelijk 1:43. Vervolgens begon het bedrijf in de kleinere en minder gedetailleerde schaal 1:72 te produceren en ook enkele modellen 1:24. Het eerste metalen model op de grootste schaal van 1:18 was de Škoda Roomster.
In 2019 kwam Abrex met een modelbouwconcept waarmee klanten hun eigen metalen model kunnen bouwen. De allereerste kit, die terugkeert naar de traditionele Tsjecho-Slowaakse productie en ook werd geproduceerd in de binnenlandse fabriek in Divišov, was het model van de Škoda Garde.

## Fotogalerij

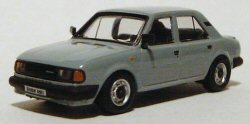
Škoda 120
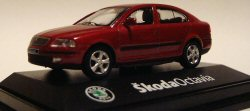
Škoda Octavia